# Sheung Sze Mun
Sheung Sze Mun (kinesiska: 雙四門, 双四门) är en udde i Hongkong (Kina). Den ligger i den centrala delen av Hongkong.
Terrängen inåt land är kuperad åt nordväst, men söderut är den platt. Havet är nära Sheung Sze Mun åt sydost.  Centrala Hongkong ligger 13,2 km nordväst om Sheung Sze Mun. 